# Zaklada Hanns Seidel
Zaklada Hanns Seidel (njem. Hanns Seidel Stiftung) je njemačka politička zaklada bliska bavarskoj stranci CSU. Osnovana 1967. godine sa sjedištem u Münchenu. Prema tipološkoj podjeli Europskog fondacijskog centra (EFC) pripada kategoriji nezavisnih zaklada. Danas ima urede u više od 60 zemalja svijeta među kojima je i Hrvatska. Zaklada nosi ime Hannsa Seidela, predsjednika bavarske Vlade (1957. – 1960.) zbog njegova prepoznavanja potrebe političkoga obrazovanja i njegove velike uloge u njemačkom političkom životu. Osnovni su ciljevi Zaklade poticanje međunarodnog dijaloga i razumijevanja, europskog ujedinjenja, te demokratskog i građanskog obrazovanja na kršćanskim temeljima. Dosadašnji predsjednici zaklade bili su: Fritz Pirkl (1967. – 1993.), Alfred Bayer (1994. – 2004.) i Hans Zehetmair (od 2004.). U Republici Hrvatskoj Zaklada djeluje od 1997. godine s uredom u Zagrebu; direktorica ureda je Aleksandra Markić Boban.

## Odjeli unutar zaklade
Zaklada je svoje djelovanje organizirala kroz četiri temeljna odjela:

### Akademija za političke i aktualne poslove
Zadaća je akademije organizacija savjetovanja, međunarodnih simpozija i radionica koje okupljaju ugledne njemačke i međunarodne stručnjake koji istražuju probleme i posljedice političkih zbivanja.

### Zavod za građansko obrazovanje odraslih
Institut za obuku nudi seminare za političke treninge koji se temelje na vrijednostima kršćanstva. Svrha i cilj ovih treninga je uključivanje demokratski orijentiranih građana u aktivan politički život. Prema podacima iz 2008. godine, oko 52 tisuće sudionika sudjelovalo je na 1351 seminaru.

### Institut za međunarodne kontakte i suradnju
Započeo je s radom 1977. godine na prvom projektu razvojne pomoći u Togu. Kontinuirano širi svoje zemljopisne i konceptualne okvire. Jedna od aktualnih tema je i rad na projektu u Africi.

### Stipendiranje
Cilj programa je da njemački znanstvenici pruže podršku mladim i kompetentnim kolegama koji su spremni surađivati u formiranju liberalne države pod vladavinom prava. Postoji velik broj kandidata za dobivanje stipendije od kojih organizacija pokušava odabrati one studente koji imaju izvanredna postignuća, socijalno političku predanost i osobne kvalitete. Stipendiranje se odnosi na poslijediplomske studije. Stipendija je prije svega namijenjena za pomoć pri istraživačkom radu i prikupljanju materijala. Od kandidata se očekuje dobro poznavanje njemačkog jezika, završeno visokoškolsko obrazovanje, spremnost povratka u domovinu nakon isteka stipendije i nekolicina drugih uvjeta. Zaklada pruža stipendije 3-5 mjeseci (iznimno do 12 mjeseci), visinu stipendije cca 700 EUR mjesečno, troškove puta, zdravstveno osiguranje i stručna studijska putovanja u Njemačkoj.

## Međunarodni odnosi
Zaklada »Hanns Seidel« ispunjava svoju misiju u istinskom kršćanskom duhu u više od 60 zemalja svijeta. Zahvaljujući financijskoj pomoći njemačkog Saveznog ministarstva za gospodarsku suradnju i razvoj, Europske unije te Fonda Ujedninjenih naroda za demokraciju (UNDEF), Institut za međunarodnu suradnju (IIC) je već više od 30 godina uključen u mnoge međunarodne projekte. Cilj je svih ureda Zaklade diljem svijeta promicati razumijevanje među narodima i europskog ujedinjenja kroz međunarodne rasprave i konferencije.

## Zagrebački ured
U zemljama Srednje, Istočne i Jugoistočne Europe, pa tako i u Hrvatskoj, težišta rada Zaklade su sljedeća područja:
- politički dijalog i društveno-političko obrazovanje odraslih kao prenošenje temeljnih sustava vrijednosti pluralističkog društva;
- podrška pri izgradnji državnih institucija u smislu poticanja uprave sa svrhom promicanja državnopravnih struktura i stvaranja kontrolnih mehanizama za ograničavanje vlasti;
- integracija policije u pluralističko društvo okrenuto vladavini prava kao i unutarnja sigurnost pojedinih zemalja Istočne i Jugoistočne Europe potiče se ciljanim seminarima s ciljem zajedničkog suzbijanja kriminala.

## Vanjske poveznice
- Zaklada Hanns Seidel / Podružnica u Zagrebu – službene stranice (hrv.) (njem.)
- Hanns Seidel Stiftung – službene stranice (njem.) (engl.) (fr.) (šp.)